# Mozarabische ritus
De Mozarabische ritus is een Latijnse ritus van de niet tot de islam bekeerde Spaanse christenen. Deze ritus ontstond in Spanje tijdens het Visigotische rijk en evolueerde los van de katholieke kerk na de verovering door de Moren van het grootste deel van Spanje in de 8e eeuw. Sinds de 10e eeuw werd de mozarabische ritus door de Romeinse liturgie verdrongen.

## Ontwikkelingsgeschiedenis
Tijdens de uitbreiding van het christendom in het Romeinse Rijk ontstonden in de kerken van verschillende gebieden diverse liturgische riten. De Romeinse ritus genoot eerst nog geen voorrangspositie. Het ontstaan van de Mozarabische ritus op het Iberisch schiereiland was een teken van de zich versterkende kerk aldaar en hun lang in stand gehouden relatieve onafhankelijkheid van Rome. Deze liturgie werd al in de 4e en 5e eeuw op schrift gesteld, kort na omzetting van het bisdom Toledo in het Aartsbisdom Toledo. Rond die tijd beheersten de Westgoten Iberië. Zij hadden vanaf ca. 589 de Drie-eenheidsleer volgens de geloofsbelijdenis van Nicea-Constantinopel overgenomen. Onder de Westgoten verbreidde zich de Mozarabische ritus over hun gehele invloedsgebied. De grootste verspreiding van deze ritus werd waarschijnlijk in de 7e eeuw bereikt. 

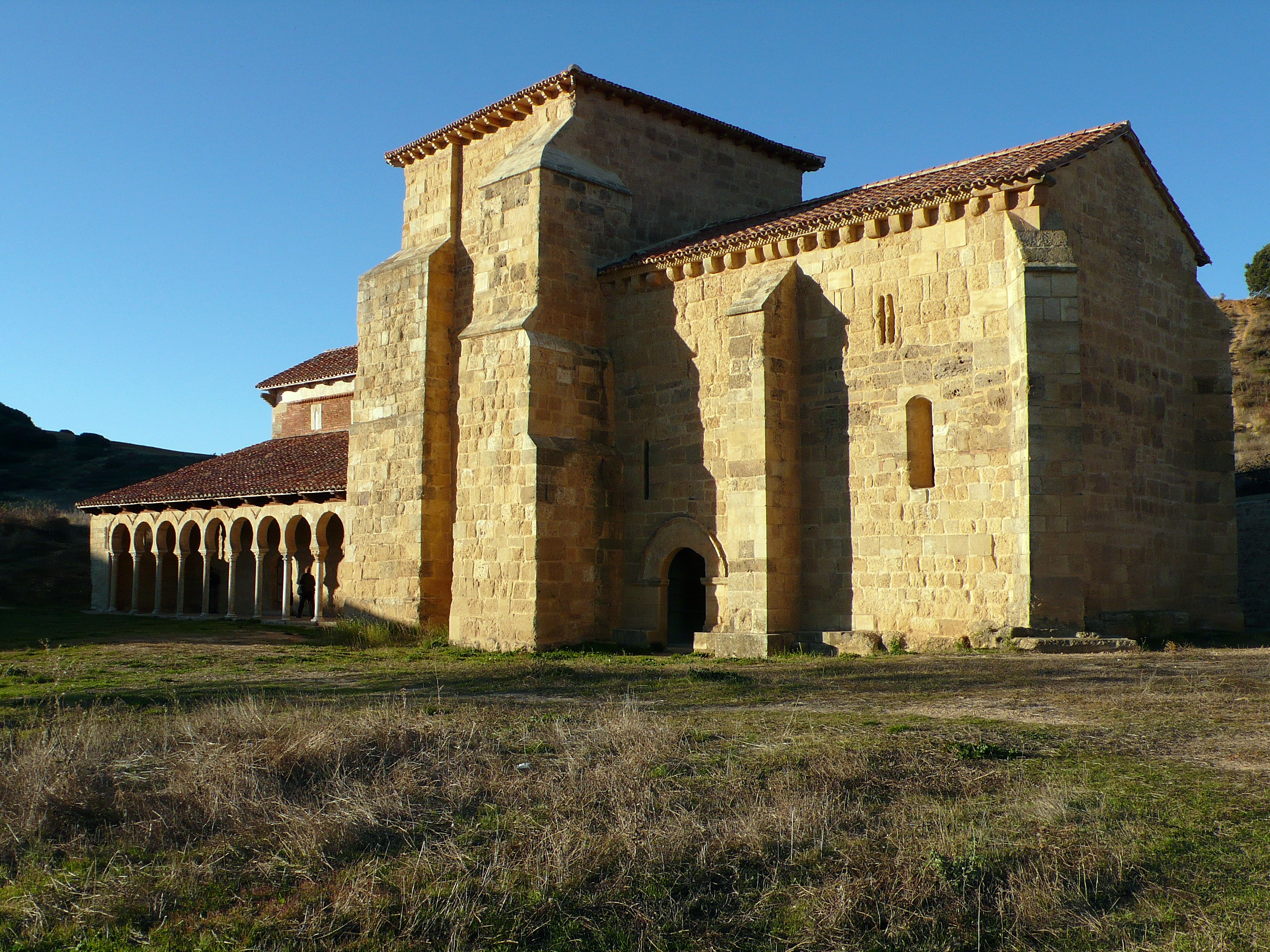
Klooster en Kerk van San Miguel de Escalada in Leon; Mozarabische kunststijl

Na de inval van de Moren in Hispania in het jaar 711 en de verspreiding van de islam, konden de onder Moorse heerschappij levende christenen hun religie blijven beoefenen en de Mozarabische liturgievorm vieren. Ook in de niet-moorse gebieden van het schiereiland bleef het voorlopig bij deze ritus. Tot ingebruikname van de Romeinse liturgie kwam het geleidelijk, beginnend bij de Pyreneeën met hun karolingische invloed. Dit proces versnelde zich in de 11e en 12e eeuw toen het Iberisch gebied zich meer tot Europa richtte. Het ging samen met toenemende politieke en kerkelijke invloed van de kant van Rome, van de Noormannen en van Frankrijk, op de Iberische verhoudingen en op de Reconquista die daar plaatsvond.
Nadat paus Alexander II de overgang naar de Romeinse ritus voorschreef, werd deze als eerste in het koninkrijk Aragón ingevoerd. In 1074 werd de Mozarabische ritus door paus Gregorius VII uitdrukkelijk verboden en werd de Romeinse ritus op een concilie in Burgos voor het gehele Iberisch schiereiland verplicht gesteld.
Tegen invoering van de Romeinse ritus was veel weerstand, omdat dit aansluiting bij Rome betekende van de tot dan nogal zelfstandige kerken van Iberië. Ook werd de invloed van leken in kerken en kloosters erdoor verzwakt, wat op zijn beurt de fundamenten van de heerschappij van de adel beperkte en uiteindelijk de centrale macht van het koningschap versterkte.
Na de verovering van Toledo in 1085 weigerde de bevolking aldaar de Roomse liturgie te vieren. Daarop kregen zes kerkgemeenten van de paus toestemming om de Mozarabische ritus te blijven gebruiken. Naast deze zes gemeenten werd deze ritus voortaan alleen nog door christenen in de Moorse gebieden gevierd en verkreeg zo zijn benaming.

## Kenmerken en verbreiding

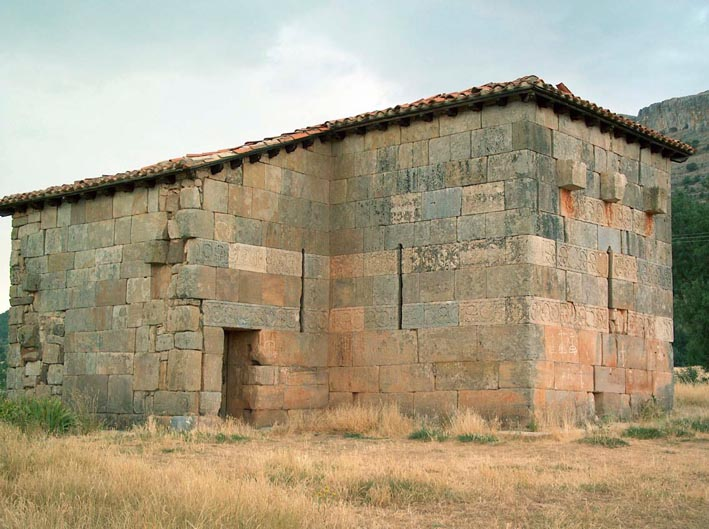
Goed bewaard gebleven voorbeeld van Westgotische architectuur: de kerk van Santa María de Quintanilla de las Viñas in de provincie Burgos, 7e of 8e eeuw

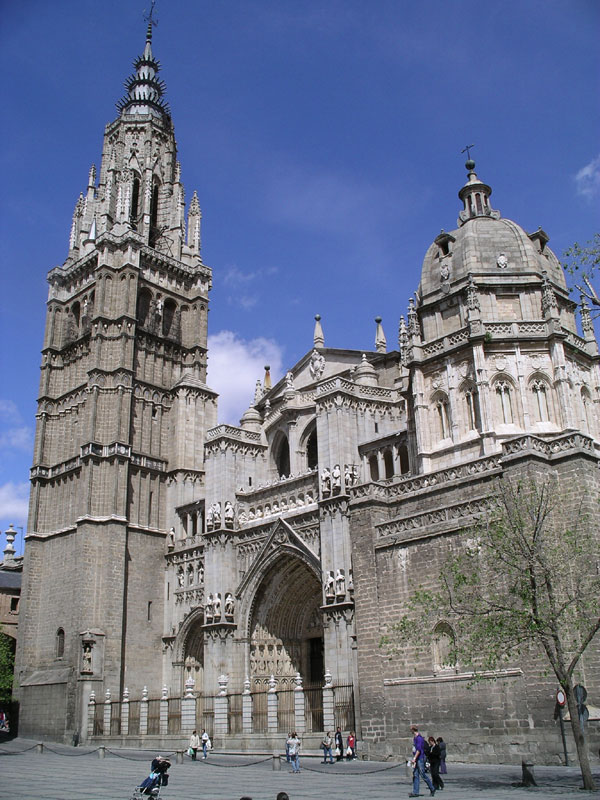
Kathedraal van Toledo

De Mozarabische liturgie duurt langer dan de Roomse. Er is meer sprake van uiterlijk vertoon. Het gebedenboek bevat een kort en eenvoudig extra gebedsuur voorafgaand aan de normale ochtendmis. De toepassing van antwoorden door de gelovigen op woorden van de priester en van beurtzangen vindt uitgebreider plaats, ook tijdens het Confiteor (gebed om zonden te belijden), wat afwijkt van de Romeinse ritus.
Andere verschilpunten zijn:
- een groter aantal lezingen uit het Oude Testament;
- een andere volgorde van onderdelen van de mis;
- een zelfstandige en van de benedictijners sterk afwijkende liturgie voor monniken;
- een afwijkende Heiligenkalender.

De Mozarabische mis was in de oudkerkelijke traditie in twee duidelijk van elkaar gescheiden stukken verdeeld: een viering voor de doopleerlingen, dat is de verkondiging aan de kinderen, die daarna de kerkzaal moesten verlaten, waarna voor de gedoopte gemeenteleden het tweede deel, de eucharistie, begon. De communie werd in twee gedaanten (hostie én wijn) bediend, het Onze Vader werd voor de Transsubstantiatie uitgesproken en het Credo was in het Eucharistisch gebed geïntegreerd.
Tegenwoordig wordt de Mozarabische Ritus in de Kathedraal van Toledo, in Salamanca, bij de monniken op de Montserrat, in de Abdij Santo Domingo de Silos en door priesters met speciale toestemming, gevierd. Hoewel nog beperkt toegepast, wordt deze liturgie na het Tweede Vaticaans Concilie door de heruitgave van het «Missale Hispano-Mozarabicum» (1991) (door de Spaanse bisschoppenconferentie en de aartsbisschop van Toledo) als een aan de Roomse liturgie gelijkwaardige bevestigd. 

### Gebeden

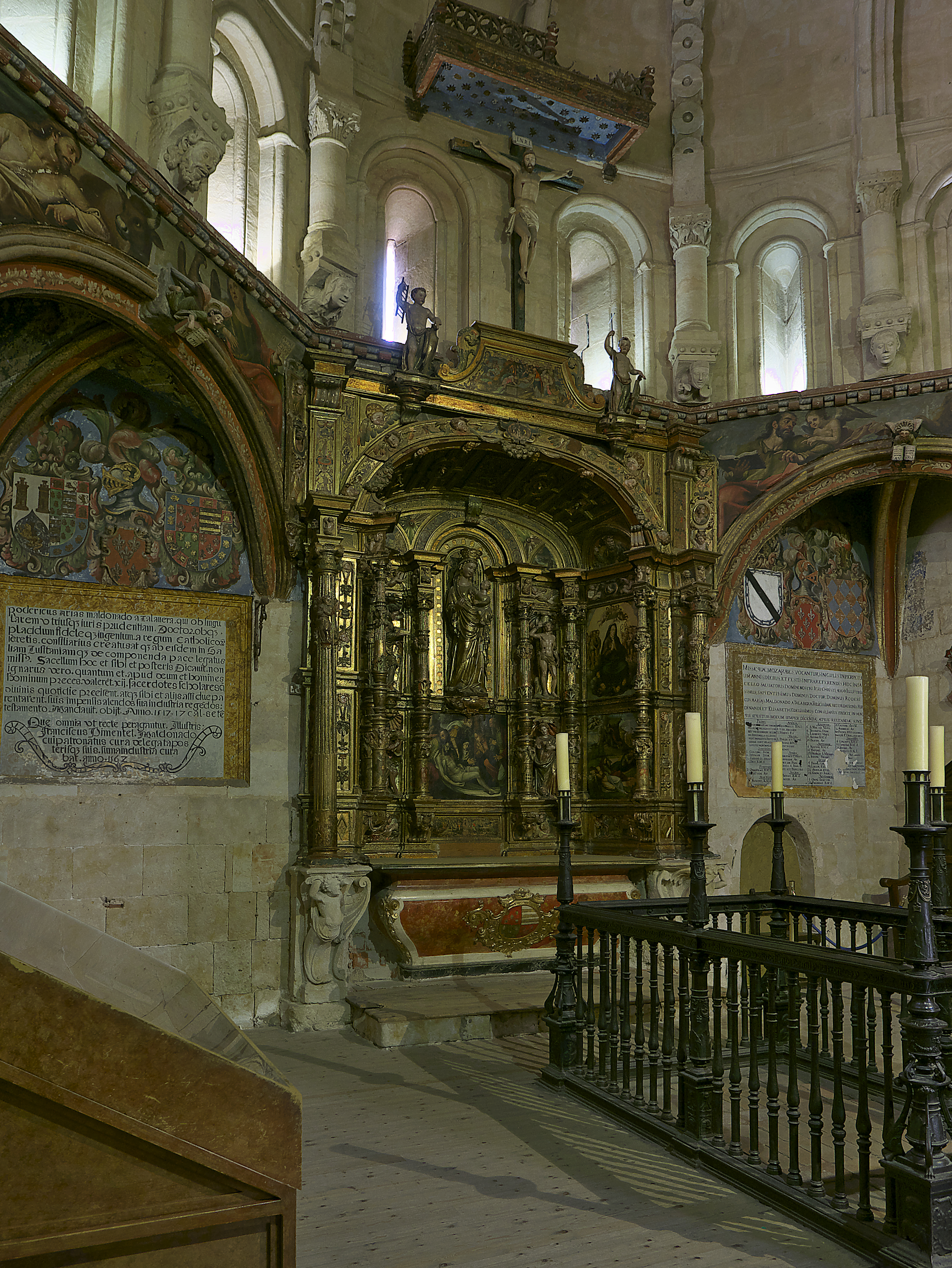
Talavera-kapel in de oude kathedraal van Salamanca

Isidorus van Sevilla refereert in zijn geschriften aan de "zeven gebeden", die door de voorganger worden gezegd: 
1. Het Oratio Missae, een openingsgebed waarin de aard van de betreffende mis wordt aangeduid, is min of meer conform de Roomse liturgie. Dit gebed en de twee volgende hebben de kenmerkende dubbele afsluiting: na het gebed antwoorden de gelovigen met "Amen" waarna de priester een afsluitende zin uitspreekt, met daarna opnieuw een gezamenlijk "Amen".
2. Gebed voor een aantal vooraf bij name genoemde gelovigen, zowel tegenwoordige als overledenen.
3. Gebed om vrede, direct voor de vredeskus.
4. Het Illatio overeenkomend met de Roomse prefatie en meestal het langste deel van het Mozarabisch eucharistiegebed.
5. Het Post-Sanctus, dat de verbinding legt tussen het Sanctus en de lezing van de wet.
6. Het Post-Pridie, afsluitend deel van het eucharistiegebed, met de epiklese, het gebed om de kracht van de Heilige Geest.
7. Het Onze Vader, dat na elke bede wordt afgesloten met een enkelvoudig "Amen". De bede om dagelijks brood wordt echter afgesloten met "Want gij zijt God".

Toen de Mozarabische ritus vanaf het jaar 1500 een opleving doormaakte, werd het gebruik van de instellingswoorden die Jezus sprak bij het Laatste Avondmaal, door Rome verplicht. Voorheen waren de woorden van instelling in deze ritus afkomstig uit 1 Korintieërs 11:24, waarbij de formulering voor de drinkbeker een combinatie was van 1 Korintiërs 11:25, Lucas 22:20 en Mattheus 26:28. In het oude Mozarabische missaal stond de Roomse formulering overigens in een voetnoot vermeld en werd ook wel toegepast.
Sommige gebeden, zoals het post-sanctus, worden gericht tot Christus in plaats van tot God de Vader. Na de consecratie van brood en wijn, terwijl de geloofsbelijdenis van Nicea wordt gezongen, wordt het brood in negen stukken gebroken, elk voorstellend een facet van Christus' leven op aarde. Zeven stukjes brood worden daarbij in de vorm van een kruis op de pateen gelegd.